# Turcja na Mistrzostwach Świata w Lekkoatletyce 2013
Turcja na Mistrzostwach Świata w Lekkoatletyce 2013 – reprezentacja Turcji podczas czempionatu w Moskwie liczyła 10 zawodników.

## Występy reprezentantów Turcji

### Mężczyźni

#### Konkurencje biegowe
| Konkurencja                   | Zawodnik            | Runda 1  | Runda 1 | Półfinał | Półfinał | Finał    | Finał   |
| Konkurencja                   | Zawodnik            | Rezultat | Pozycja | Rezultat | Pozycja  | Rezultat | Pozycja |
| ----------------------------- | ------------------- | -------- | ------- | -------- | -------- | -------- | ------- |
| Bieg na 800 m                 | İlham Tanui Özbilen | DNS      | DNS     | NQ       | NQ       | NQ       | NQ      |
| Bieg na 1500 m                | İlham Tanui Özbilen | 3:39,73  | 20. Q   | 3:37,07  | 9.       | NQ       | NQ      |
| Bieg na 3000 m z przeszkodami | Tarık Langat Akdağ  | 8:34,97  | 30.     | —        | —        | NQ       | NQ      |
| Bieg na 10 000 m              | Polat Kemboi Arıkan | —        | —       | —        | —        | DNF      | DNF     |

#### Konkurencje techniczne
| Konkurencja    | Zawodnik            | Eliminacje | Eliminacje | Finał    | Finał   |
| Konkurencja    | Zawodnik            | Rezultat   | Pozycja    | Rezultat | Pozycja |
| -------------- | ------------------- | ---------- | ---------- | -------- | ------- |
| Rzut dyskiem   | Ercüment Olgundeniz | 60,81      | 17.        | NQ       | NQ      |
| Rzut oszczepem | Fatih Avan          | 80,09      | 13.        | NQ       | NQ      |

### Kobiety

#### Konkurencje biegowe
| Konkurencja    | Zawodnik               | Runda 1  | Runda 1 | Półfinał | Półfinał | Finał    | Finał   |
| Konkurencja    | Zawodnik               | Rezultat | Pozycja | Rezultat | Pozycja  | Rezultat | Pozycja |
| -------------- | ---------------------- | -------- | ------- | -------- | -------- | -------- | ------- |
| Bieg na 1500 m | Tugba Karakaya Koyuncu | 4:15,56  | 35.     | NQ       | NQ       | NQ       | NQ      |
| Maraton        | Sultan Haydar          | —        | —       | —        | —        | DNF      | DNF     |
| Maraton        | Ümmü Kiraz             | —        | —       | —        | —        | DNF      | DNF     |

#### Konkurencje techniczne
| Konkurencja    | Zawodnik    | Eliminacje | Eliminacje | Finał    | Finał   |
| Konkurencja    | Zawodnik    | Rezultat   | Pozycja    | Rezultat | Pozycja |
| -------------- | ----------- | ---------- | ---------- | -------- | ------- |
| Pchnięcie kulą | Emel Dereli | 16,60      | 26.        | NQ       | NQ      |
| Skok wzwyż     | Burcu Ayhan | 1,83       | 20.        | NQ       | NQ      |